# スルガテンナンショウ
スルガテンナンショウ（駿河天南星、学名:Arisaema sugimotoi）は、サトイモ科テンナンショウ属の多年草。別名、エンシュウテンナンショウ。従来は、ムロウテンナンショウ A. yamatense の亜種 A. yamatense subsp. sugimotoi とされてきたが、核DNA ITC領域の系統解析の結果、明らかに区別できることが分かり、別種であることされた。
花序付属体の先端にダイズほどの大きさの球状のふくらみがある。小型の株は雄花序をつけ、同一のものが大型になると雌花序または両性花序をつける雌雄偽異株で、雄株から雌株に完全に性転換する。

## 特徴
植物体の高さは70cmになる。鞘状葉や偽茎部の斑は暗紫色でやや赤味が強い。葉はふつう2個で、葉柄は偽茎部より明らかに短く、小葉間の葉軸が発達する。上位につく葉は下位の葉に比べて明らかに小さい。小葉は9-15個が鳥足状につき、狭楕円形で、縁はしばしば細鋸歯があり、中脈に沿って白斑が生じることがある。
花期は、4月頃、葉と花序が伸びて咲きだす。花序柄は葉柄と同じ長さか短い。仏炎苞は明るい緑色で、葉身とほぼ同時に展開する。筒部は円筒形で長さ4.5-8cm、口辺部が狭く開出する。舷部は狭卵形から卵形になり、筒部より長く長さ11.5cmに達し、先は次第に細まり鋭突頭となり、内面と縁に多数の微細な乳頭状突起があり、内面は見た目白っぽくなる。花序付属体は下部が太く、上部に向かって細くなり、先がやや前に曲がって先端に径5mm以上のダイズ状のふくらみとなり、白色になる。果実は秋に赤く熟す。染色体数は2n=28。
花序付属体の形状が異なり、先がやや前に曲がらないでふくらむ型もみられる。

## 分布と生育環境
日本固有種。本州の 静岡県、山梨県、長野県、愛知県および岐阜県の太平洋側に分布する。

## 名前の由来
和名スルガテンナンショウは、「駿河天南星」の意。タイプ標本の採集地は静岡県志太郡瀬戸谷村（現、藤枝市）で、中井猛之進 (1935) による命名。
種小名（種形容語）sugimotoi は、静岡県の植物研究家、杉本順一への献名である。

## ギャラリー

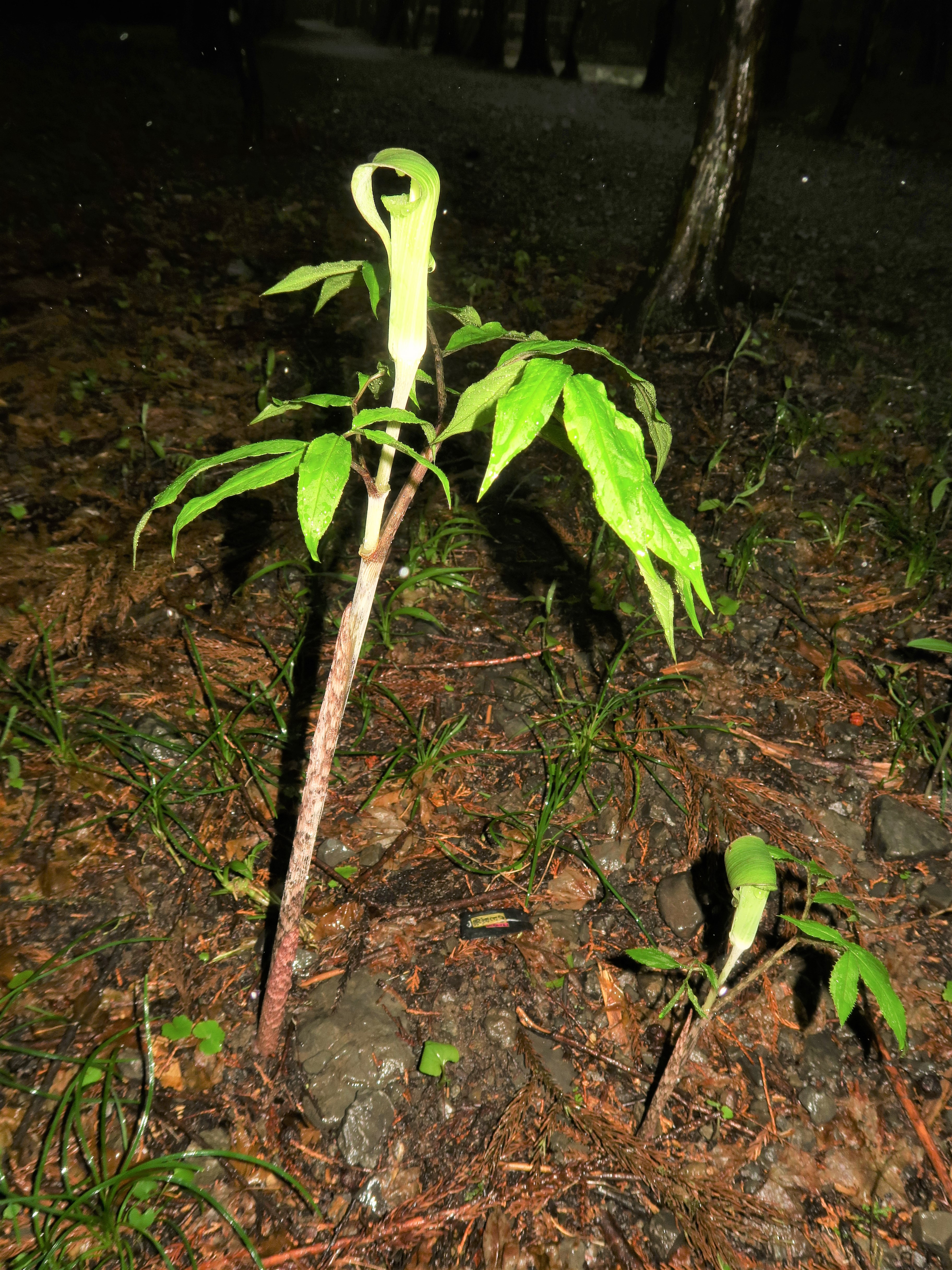
葉柄は偽茎部より短く、上位につく葉は下位の葉に比べて明らかに小さい。
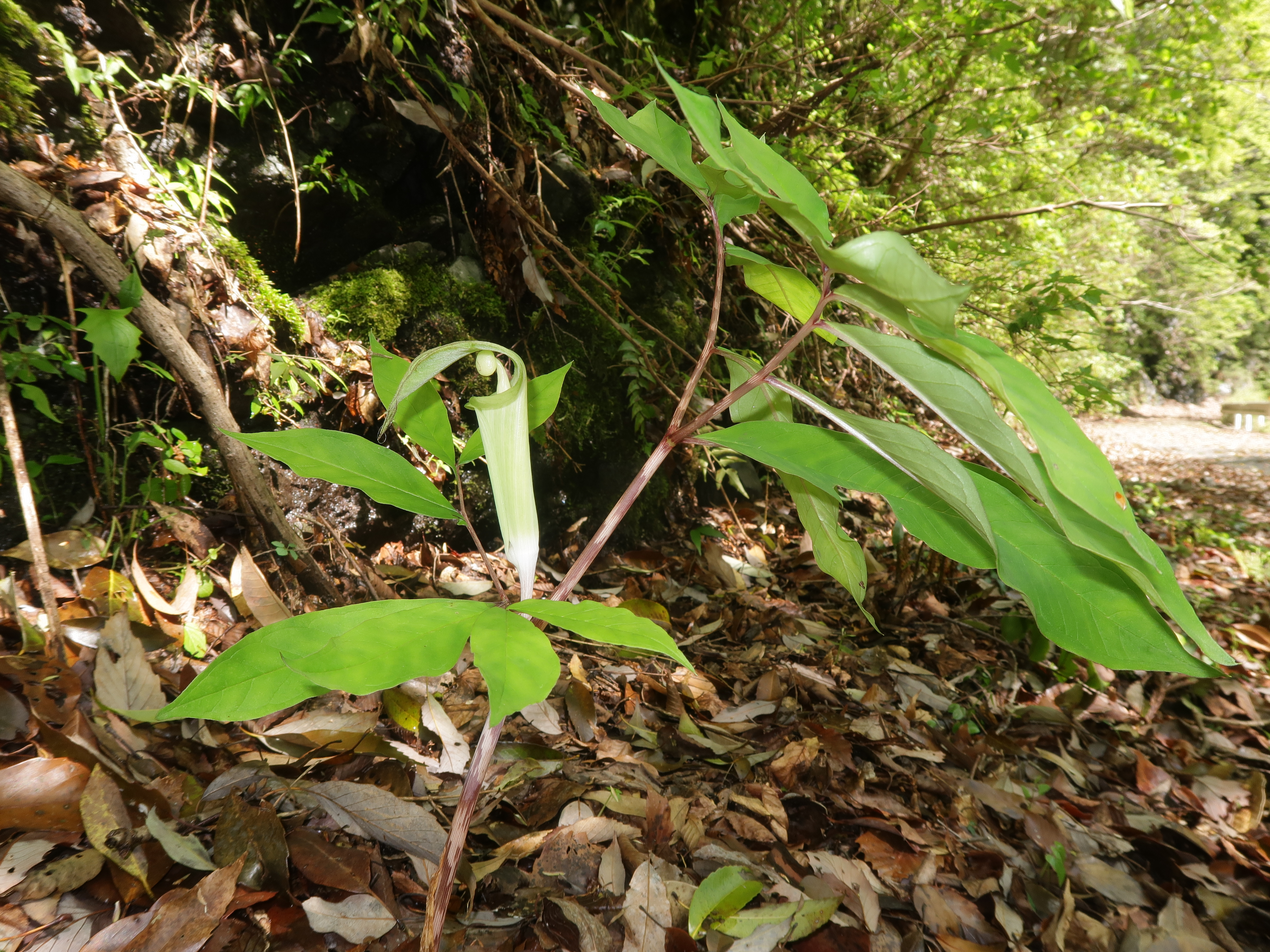
鞘状葉や偽茎部の斑は暗紫色でやや赤味が強い。
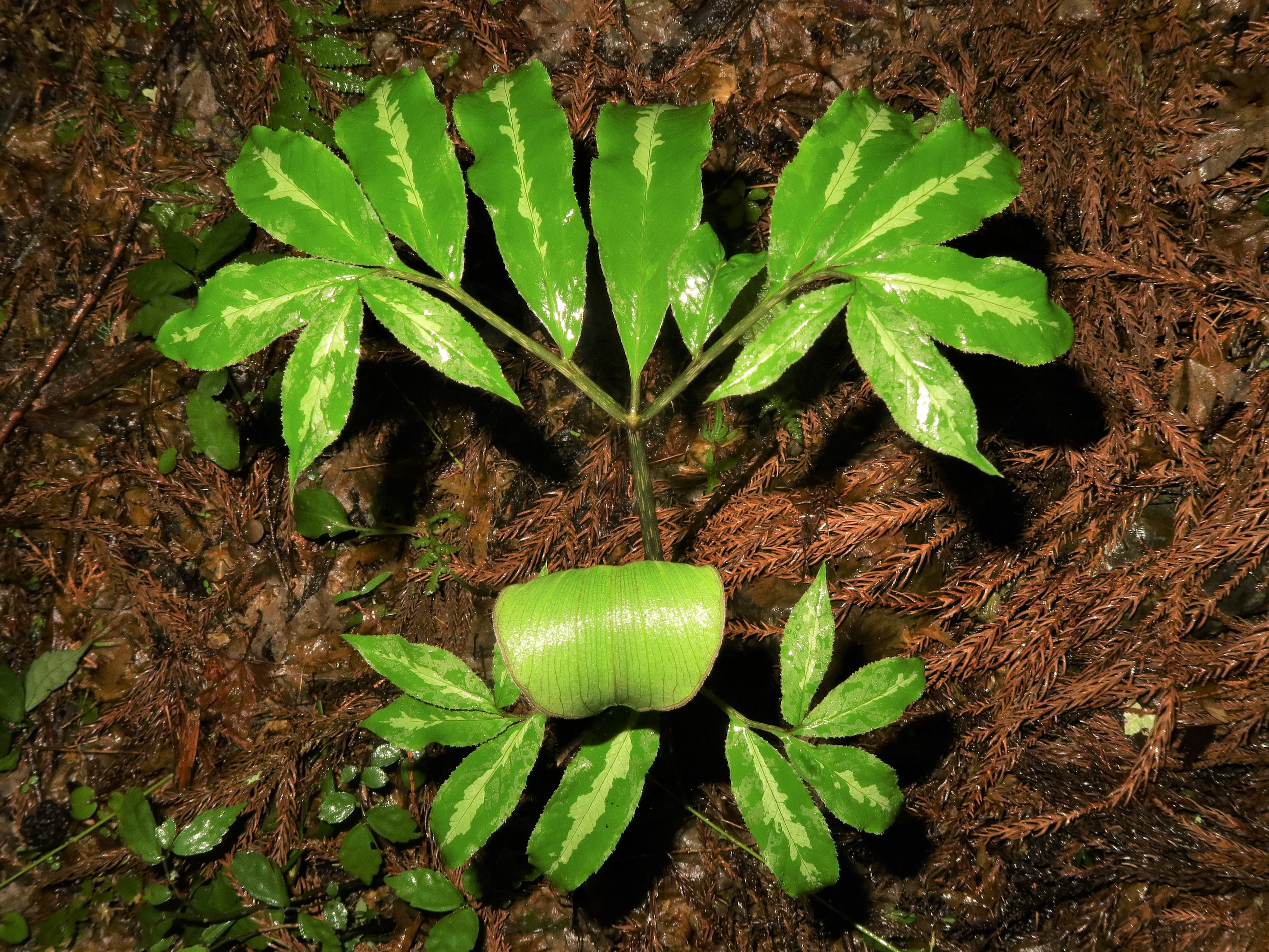
小葉は9-15個が鳥足状につき、小葉間の葉軸が発達する。小葉は狭楕円形で、縁はしばしば細鋸歯があり、中脈に沿って白斑が生じている。
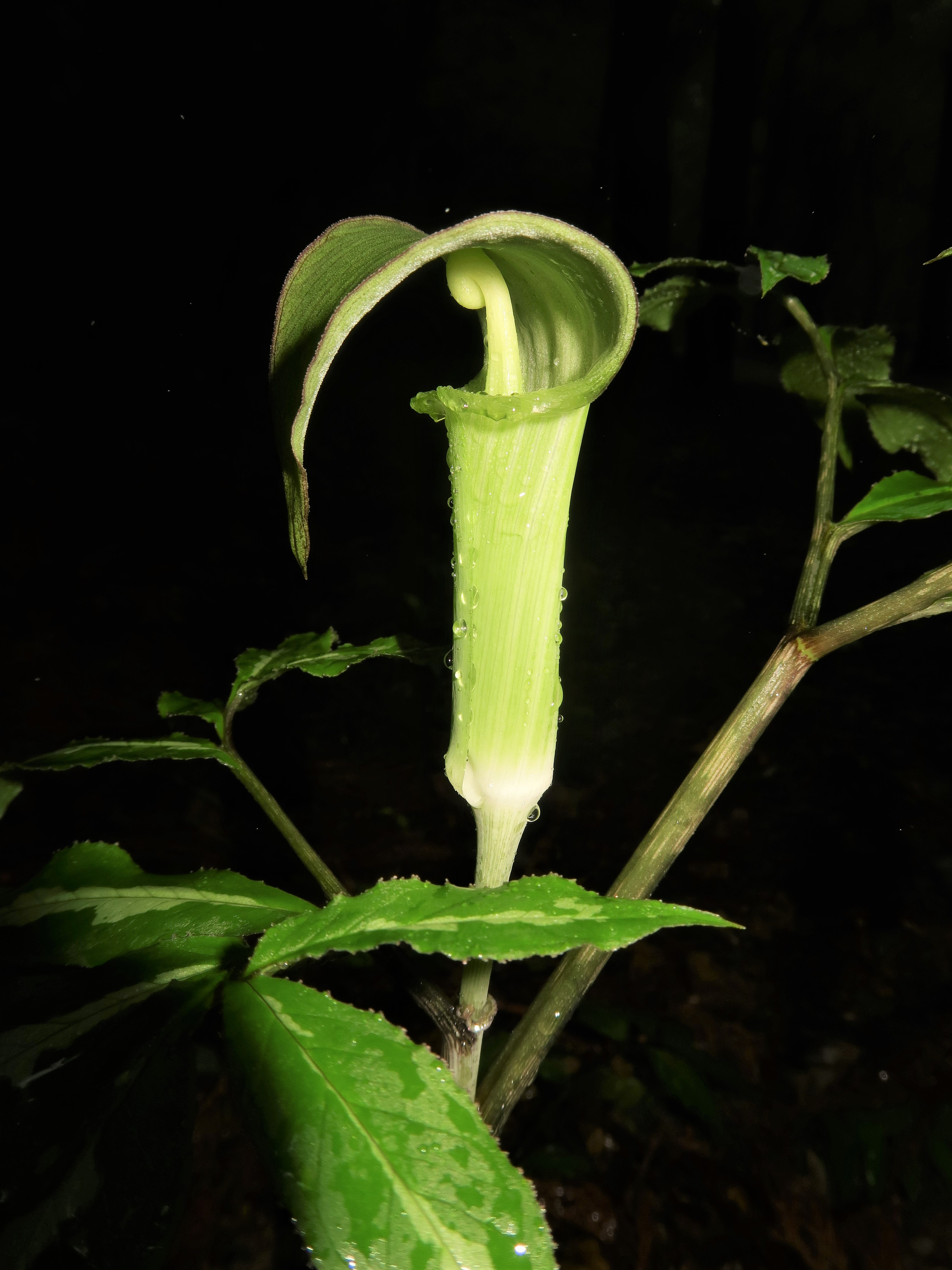
筒部は円筒形で、口辺部が狭く開出する。舷部は狭卵形から卵形になり、筒部より長く、先は次第に細まり鋭突頭となる。
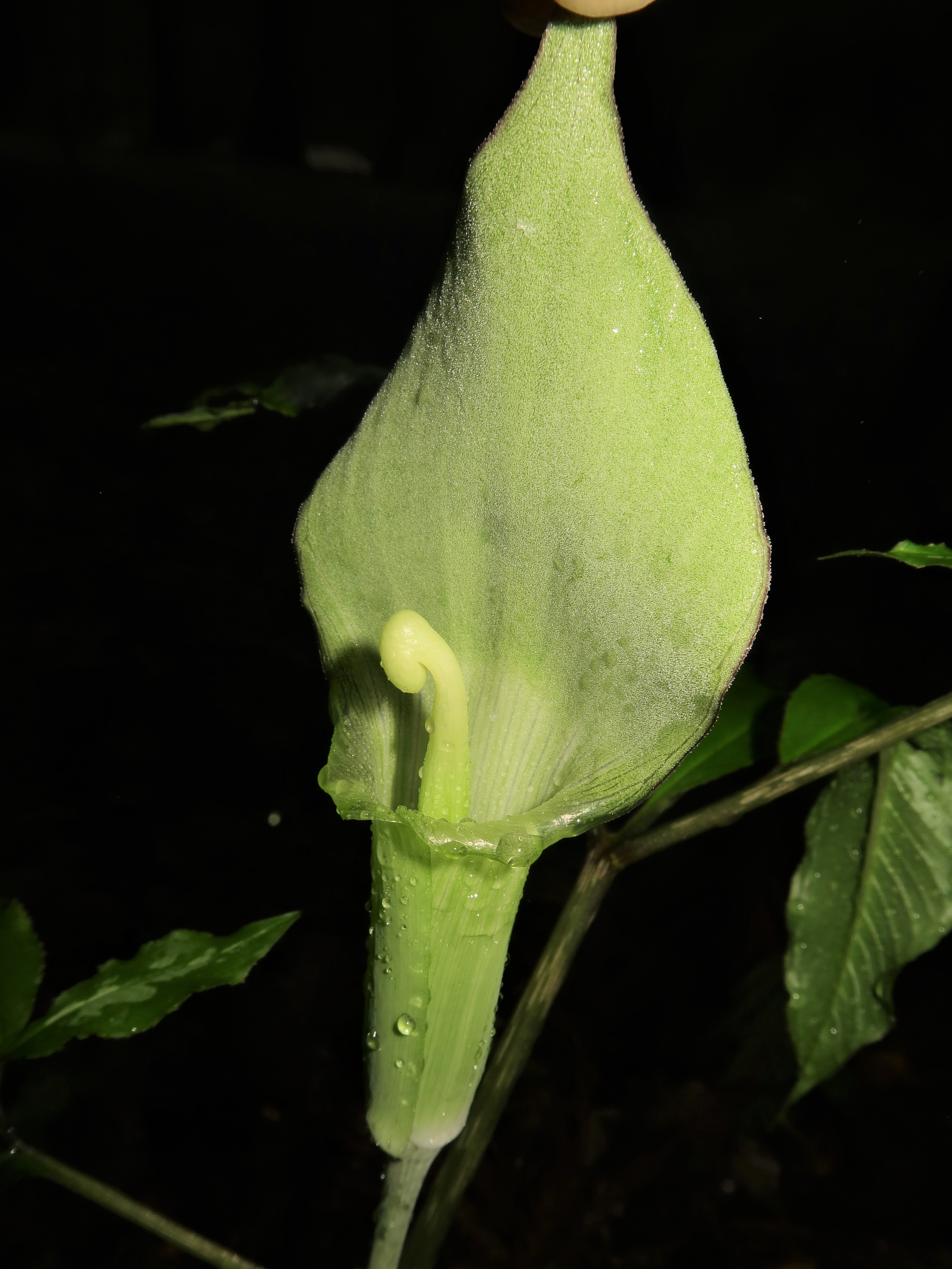
舷部内面と縁に多数の微細な乳頭状突起があり、内面は見た目白っぽくなる。花序付属体は、先がやや前に曲がって先端でダイズ状にふくらみ、白色になる。

## 近縁種
近縁の種に、ムロウテンナンショウ Arisaema yamatense (Nakai) Nakai subsp. yamatense (1929)がある。スルガテンナンショウの基本種ともされるが、ムロウテンナンショウの分布地は愛知県、岐阜県、近畿地方、福井県、中国地方南部で、本種の分布地の西側にあたる。仏炎苞舷部の内面に微細な乳頭状突起を密生させることは共通するが、本種と比べて仏炎苞の舷部は筒部より短く、筒部は円筒形で長さ6-10cm、舷部は広卵形となり、先は急鋭突頭となる。また、花序付属体の下部はやや太く、上部に向かって細まり、やや前方に曲がって淡緑色で先端はややふくらんで径2-3mmとなり、緑色から濃緑色になる。染色体数は本種と同じ2n=28。
また、四国のブナ帯林にはツルギテンナンショウ Arisaema abei Seriz. (1980) がある。上位の葉は下位の葉より著しく小型で、本種およびムロウテンナンショウに似るが、仏炎苞は葉の展開後に開き、仏炎苞舷部内面の微細な乳頭状突起を欠き、内面は平滑で緑色になる。仏炎苞の舷部は筒部より短い。花序付属体は棒状で黄緑色から黄褐色で、上部は仏炎苞口筒部から明らかに突出し、舷部に沿って前方に屈曲し、先端はしわが著しい。染色体数は2n=28。花期は遅く、5-6月、7月に入っても見られることがある。絶滅危惧IB類(EN)、（2019年、環境省）。2018年、国内希少野生動植物種指定。